# Bělá (tvrz, okres Havlíčkův Brod)
Bělá je zaniklá tvrz v jihovýchodní části vsi Bělá v okrese Havlíčkův Brod v Kraji Vysočina. Od čtrnáctého a nejméně do poloviny patnáctého století bývala sídlem drobného šlechtického statku, které od šestnáctého století patřilo k ledečskému panství. 

## Historie
Ve čtrnáctém století bývala Bělá sídlem vladyckého rodu, jehož členové používali přídomek z Bělé. Prvním z nich byl Mikuláš z Bělé připomínaný roku 1316 a v roce 1384 vesnice patřila jinému Mikulášovi z Bělé, který zemřel před rokem 1393. Jeho nástupcem byl Brum z Bělé, jenž se neúspěšně pokusil získat drobný bělský statek, který byl odúmrtí po Anně z Bělé.
První písemná zmínka o tvrzi pochází z roku 1455, kdy král Ladislav daroval roční plat deseti kop grošů bratrům Janovi a Rackovi z Kočova. Další zmínka pochází až z roku 1544, kdy už vesnice s tvrzí patřila k ledečskému panství a samotnou tvrz si pronajímal sedlák Bartoň. O rok později byla tato skutečnost zapsána do zemských desek.
Ještě na začátku devatenáctého století z tvrze zbývaly dvě okrouhlé bašty a příkopy. Poslední bašta byla zbořena roku 1881 a ve stejné době byl zasypán příkop. August Sedláček zaznamenal jen zbytky hradby na západní a severní straně tvrziště se dvěma bránami. Hlavní brána směřovala na sever, zatímco druhá na západě byla už v Sedláčkově době zazděná. Část zdí byla zbořena roku 1894, a stodoly na západní straně areálu byly zbořeny ve třetí čtvrtině dvacátého století.

## Popis

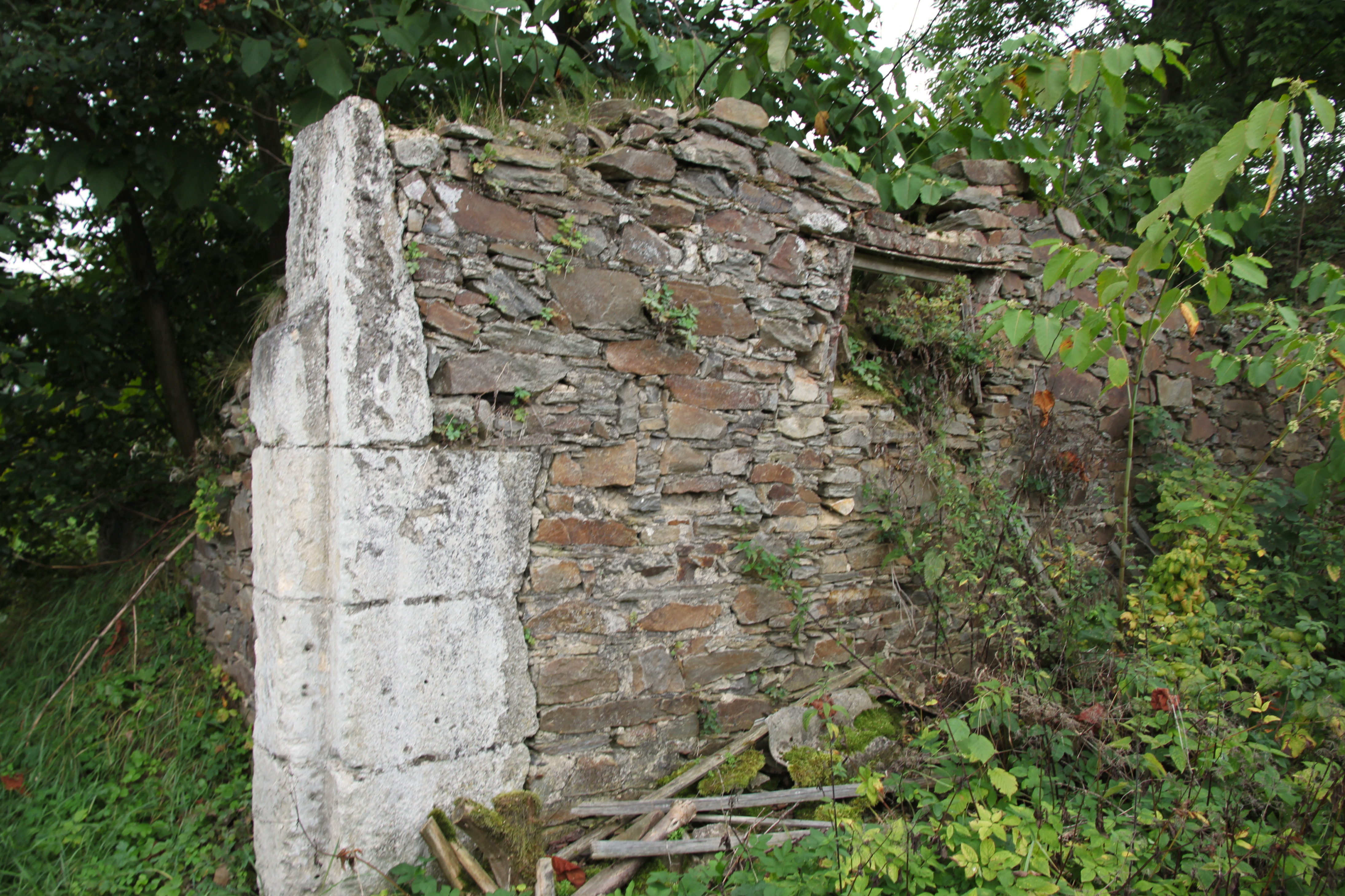
Hradba s torzem brány

Tvrz stála na nevelkém návrší nad rybníkem v místech, kde se nachází zahrada domu čp. 10. Tvrziště mívalo čtvercový půdorys, jehož jádrem byla čtverhranná věž. Opevnění tvořila hradba s nárožními baštami a před ní býval příkop. Dochovala se část severní hradby se střílnou, torzo brány, zřícenina budovy přistavěné k hradbě a sklep.